# Huaycama
Huaycama är en ort i Argentina.   Den ligger i provinsen Catamarca, i den norra delen av landet, 1 000 km nordväst om huvudstaden Buenos Aires. Huaycama ligger 564 meter över havet och antalet invånare är 174.
Terrängen runt Huaycama är varierad. Runt Huaycama är det ganska glesbefolkat, med 45 invånare per kvadratkilometer.. Närmaste större samhälle är San Fernando del Valle de Catamarca, 12,1 km väster om Huaycama.
Omgivningarna runt Huaycama är i huvudsak ett öppet busklandskap.